# エドゥアール・ステファン

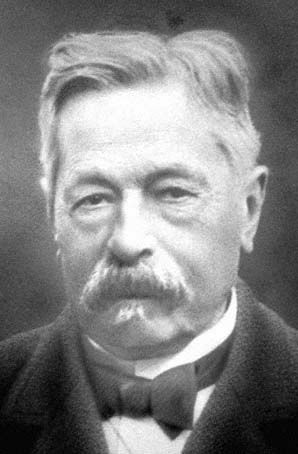
Édouard Jean-Marie Stephan

エドゥアール・ジャン＝マリ・ステファン（Édouard Jean-Marie Stephan 1837年8月31日‐1923年12月31日）は、フランスの天文学者である。彼は1867年から1907年までマルセイユ天文台の台長であった（1872年までは、ユルバン・ルヴェリエの部下であった）。また彼の専門は星雲の観測であったが、その課程でふたつの小惑星を発見した。
St Pezenneで生まれ、École Normale Superieurに通い、1862年にトップの成績で卒業した。
1867年にジェローム・E・コッジャが発見した彗星の存在を確認したことから、この彗星には38P/ステファン・オテルマ彗星と命名された。同年には水星の日面通過の観測に成功している。
1874年には干渉計を用いることによりシリウスの角直径を測ることに成功した。
1877年には、初めて反射鏡のついた望遠鏡を用いてペガスス座に5つの銀河からなる銀河団を発見し、現在ではステファンの五つ子と呼ばれている。
| (89) ジュリア | 1866年8月6日  |
| (91) アエギナ | 1866年11月4日 |